# Język enggano
Język enggano – język austronezyjski używany na wyspie Enggano (na południowy zachód od Sumatry) w indonezyjskiej prowincji Bengkulu. Według danych z 2010 roku posługuje się nim 700 osób. Inne szacunki sugerują, że ma 1500 użytkowników.
Jego klasyfikacja i związki genetyczne z innymi językami nie zostały dobrze ustalone; przypuszczano, że jest językiem izolowanym z wpływami leksykalnymi o podłożu austronezyjskim. Według innej propozycji (2015) jest to jednak język austronezyjski, ale znacząco odrębny od pozostałych przedstawicieli tej rodziny (tworzący samodzielną gałąź języków malajsko-polinezyjskich). Najbliższy związek mógłby łączyć go z językami innych wysp u zachodniego wybrzeża Sumatry (simeulue, sikule, nias, mentawai) oraz językami batackimi. Bywał też rozpatrywany jako język mieszany.
Jest potencjalnie zagrożony wymarciem, jako że posługuje się nim niewielka społeczność. Od I poł. XX w. za sprawą działalności misjonarzy rozpowszechniał się język malajski. W późniejszym okresie do spadku żywotności enggano przyczyniły się migracje ludności i zawieranie małżeństw mieszanych. W szerokim użyciu jest narodowy język indonezyjski. Odnotowano, że indonezyjski stał się dominującym środkiem komunikacji wśród najmłodszej grupy wiekowej. Jednocześnie we wsiach centralnych (Meok, Apoho, Malakoni) enggano pozostaje w stosunkowo intensywnym użyciu. W edukacji, administracji i sytuacjach oficjalnych wykorzystywany jest język indonezyjski.
Zidentyfikowane źródła zapożyczeń w enggano to język malajski oraz różne języki Sumatry. Najbliższy geograficznie język, który oddziałuje na enggano, to malajski centralny (odmiana z rejonu Bengkulu); na lokalną sytuację językową wpływają również minangkabau (regionalny język handlowy) i narodowy indonezyjski. Malajski z Bengkulu oraz indonezyjski stanowią środki komunikacji międzygrupowej.
Nie odnotowano różnic dialektalnych. Dostępne dane sugerują, że niegdyś enggano wykazywał większe zróżnicowanie wewnętrzne (w zakresie leksyki i fonologii); poza odmianami z wyspy Enggano istniały dialekty okolicznych wysp (Pulau Satu, Pulau Dua, Pulau Bangkai, Pulau Merbau). Wyspy te przestały być zamieszkane.
Nazwie „enggano”, odnoszonej do wyspy, grupy etnicznej i języka, przypisuje się obce pochodzenie. Według popularnego poglądu została nadana przez portugalskich podróżników (port. engano – „oszustwo, błąd”), który przybyli na wyspę Enggano, sądząc, że dotarli na Sumatrę. Według innej propozycji określenie „enggano” wywodzi się od wyrażenia „ej, jedzmy” (εε kanↄ̃ↄ̃) w miejscowym języku.
Badaniem enggano zajmował się Hans Kähler, który zebrał pewne dane gramatyczne i leksykalne oraz materiały tekstowe. W 1987 roku wydano słownik Enggano-deutsches Wörterbuch. W języku indonezyjskim powstało opracowanie Morfologi dan sintaksis bahasa Enggano (1994), wydane pod auspicjami Pusat Pembinaan dan Pengembangan Bahasa . Enggano jest zapisywany przy użyciu różnych wersji ortografii; w obrębie społeczności często stosuje się pisownię wzorowaną na ortografii indonezyjskiej, z ewentualnymi modyfikacjami. W języku enggano tworzy się poezję. 